# Морейніс Лев Костянтинович
Морейніс Лев Костянтинович (20 грудня 1886, Кам'янець-Подільський — 15 жовтня 1937, Вінниця) — український хімік, фармацевт.

## Біографія
Лев Костянтинович Морейніс закінчив фармацевтичний відділ медичного факультету Київського університету у 1913 р.
У 1905–1916 рр. був обраний членом правління профспілки фармацевтів.
У 1917 р. його обирають кандидатом у Київську міську думу і до Всеросійських установчих зборів Подільського виборчого округу від Української партії соціалістів-революціонерів.
У 1922 р. першим очолив кафедру фармацевтичної хімії у Вінницькому фармацевтичному технікумі де читав лекції з фармацевтичної хімії, фармакогнозії та аптечного практикуму. У другій половині 20-х рр. професора Л. К. Морейніса було призначено директором технікуму. В цей період він був і науковим співробітником Кабінету виучування Поділля, що діяв при Вінницькій філії Всенародної бібліотеки України при ВУАН. 
У 1933 р. професор Л. К. Морейніс став одним із засновників Вінницького медичного інституту і першим завідувачем кафедри хімії та фармакології (1933–1937). Пізніше викладав хімію і фармакологію для студентів медичного інституту і паралельно - хімію в педагогічному інституті.  
Репресії 1936–1937 рр. торкнулися долі багатьох викладачів і студентів інституту. Під хвилю арештів потрапив і Л. К. Морейніс, про що свідчать спогади Л. Ярославського: “ Однажды ночью пришли и за дедушкой Юры, но тот лежал в постели, умирая от злокачественной опухоли. И его оставили в покое. Похороны его, как подозреваемого врага народа прошли негласно. Мы с Юркой с моего балкона наблюдали катафалк, за которым шла лишь кучка близких".   
Помер Лев Костянтинович Морейніс 15 жовтня 1937 р. внаслідок важкої хвороби.

## Сім’я
У Вінниці сім’я Л. К. Морейніса проживала у другому будинку облвиконкому на вулиці Котовського, (нині вул. Грушевського) будинок № 15, квартира 13.  
Дружина – Казимира Оттівна Морейніс.
Дочка – Наталія Львівна Морейніс, 1908 року народження, працювала журналісткою в обласній газеті “Більшовицька правда”. 
Син – Сергій Львович Морейніс, 1911 року народження. 
Онуки – Юрій Олександрович Левада – соціолог і Євгеній Олександрович Левада (1939–2000) – журналіст-міжнародник.
Брат – Яків Костянтинович Морейніс – перший завідувач кафедри біохімії у Вінницькому медичному інституті (1933–1936). 

## Наукові праці
“Етерові Олії: до питання про організацію виробництва у Вінниці етерових олій” (Вінниця, 1929). 
“Основи фармацевтичної хемії” (Харків, 1929).
“Основи фармацевтичної хемії” 2-ге видання (Київ, 1934).
“Основи фармацевтичної хемії” 3-тє видання (Київ, 1937).